# За дорогою (Вербівці)
За дорогою — заповідне урочище місцевого значення. Об'єкт розташований на території Городенківського району Івано-Франківської області, село Вербівці.
Площа — 0,9000 га, статус отриманий у 1983 році.